# Diocèse d'Isangi
Le diocèse d'Isangi est une juridiction de l'Église catholique romaine en République démocratique du Congo, suffragant de l'archidiocèse de Kisangani.

## Histoire
La préfecture apostolique d'Isangi a été créée le 14 juin 1951 à partir de territoires des vicariats apostolique de  Basankusu, de Coquilhatville, de Lisala et de Stanleyville. La préfecture apostolique est élevée en diocèse le 2 juin 1962.

## Ordinaires

### Préfet apostolique
- Lodewijk Antoon Jansen, S.M.M. (10 janvier 1952) - 2 juin 1962), promu évêque

### Évêques
- Lodewijk Antoon Jansen, S.M.M. (2 juin 1962 - 20 avril 1988)
- Louis Mbwôl-Mpasi, O.M.I. (1er septembre 1988 - 20 mai 1997), nommé évêque d'Idiofa
- Camille Lembi Zaneli (en) (2 juin 2000 - 8 juillet 2011)
  - Marcel Utembi Tapa (2012 - 2 avril 2016), administrateur apostolique
- Dieudonné Madrapile Tanzi (2 avril 2016 - 23 septembre 2024), nommé évêque d'Isiro-Nyangara
  - Dieudonné Madrapile Tanzi (depuis le 23 septembre 2024), administrateur apostolique

### Évêque auxiliaire
- Louis Mbwôl-Mpasi, O.M.I. (4 juin 1984 - 1er septembre 1988), nommé évêque d'Isangi

## Statistiques
| année | baptisés | population | pourcentage | prêtres (total) | prêtres réguliers | prêtres séculiers | catholiques par prêtre | diacres | religieux | religieuses | paroisses |
| ----- | -------- | ---------- | ----------- | --------------- | ----------------- | ----------------- | ---------------------- | ------- | --------- | ----------- | --------- |
| 1970  | 41 009   | 250 000    | 16,4        | 19              |                   | 19                | 2.158                  |         | 22        | 19          |           |
| 1980  | 55 219   | 361 000    | 15,3        | 18              | 1                 | 17                | 3.067                  |         | 21        | 21          |           |
| 1990  | 80 094   | 471 000    | 17,0        | 20              | 4                 | 16                | 4.004                  |         | 25        | 25          |           |
| 1997  | 100 086  | 630 700    | 15,9        | 18              | 7                 | 11                | 5.560                  |         | 24        | 11          | 10        |
| 2003  | 100 000  | 700 000    | 14,3        | 11              | 5                 | 6                 | 9.090                  |         | 11        | 14          | 10        |
| 2004  | 57 510   | 700 000    | 8,2         | 12              | 5                 | 7                 | 4.792                  |         | 8         | 8           | 10        |
| 2006  | 100 881  | 720 634    | 14,0        | 13              | 6                 | 7                 | 7.760                  |         | 12        | 9           | 10        |
| 2013  | 116 000  | 836 000    | 13,9        | 19              | 17                | 2                 | 6.105                  |         | 5         | 7           | 10        |
| 2016  | 120 000  | 904 640    | 13,3        | 21              | 18                | 3                 | 5.714                  |         | 7         | 10          | 10        |
| 2019  | 133 725  | 1 014 472  | 13,2        | 26              | 22                | 4                 | 5.143                  |         | 8         | 8           | 10        |
| 2021  | 118 545  | 1 024 000  | 11,6        | 27              | 23                | 4                 | 5.714                  |         | 8         | 7           | 10        |

## Sources
- (en) Données sur Catholic-hierarchy.com